# Präsidentschaftswahl in Namibia 2004
Die Präsidentschaftswahl in Namibia 2004 fanden am 15. und 16. November 2004 statt. Als Ergebnis ging Hifikepunye Lucas Pohamba als Sieger hervor, der am 21. März 2005 sein Amt als Präsident von Namibia antrat.
Von insgesamt 977,742 zugelassenen Wählern wurden bei der Wahl insgesamt 833,165 Wählerstimmen abgegeben was einer Wahlbeteiligung von 85,2 % entspricht. Die Zahl der tatsächlich gültigen Stimmen belief sich auf 818,360. Als Wahlbeobachter trat unter anderem das Namibische Institut für Demokratie an.

## Wahlkampf
Der Wahlkampf wird als eher farblos beschrieben, was daran lag, dass die Opposition über keine herausragenden Persönlichkeiten verfügte und nichts gegen die Dominanz der Regierungspartei SWAPO ausrichten konnte. Der Kampf um die Nachfolge des vorherigen Präsidenten Samuel Shafishuna Nujoma wurde fast ausschließlich innerhalb der SWAPO ausgetragen. Als Thema wurde nur eine mögliche Landreform diskutiert.

## Wahlergebnisse
| Kandidat                | Partei | Stimmen | Stimmenanteile |
| ----------------------- | ------ | ------- | -------------- |
| Hifikepunye Pohamba     | SWAPO  | 625.605 | 76,44 %        |
| Ben Ulenga              | COD    | 59.547  | 7,28 %         |
| Katuutire Kaura         | DTA    | 41.905  | 5,12 %         |
| Kuaima Riruako          | NUDO   | 34.616  | 4,23 %         |
| Justus ǁGaroëbKlicklaut | UDF    | 31.354  | 3,83 %         |
| Henk Mudge              | RP     | 15.955  | 1,95 %         |
| Kosie Pretorius         | MAG    | 9.378   | 1,15 %         |
| Gesamt                  |        | 818.360 | 100 %          |

Als Reaktion auf seine Wahl bekräftigte der neue Präsident Pohamba seinen Willen zur Kontinuität und sprach eine Einladung an potentielle ausländische Investoren aus.
Quelle: siehe unten; neben dieser Präsidentschaftswahl fand am 15./16. November auch die Parlamentswahl in Namibia 2004 und die Regionalratswahlen in Namibia 2004 statt.